# Big Mommas: Like Father, Like Son
Big Mommas: Like Father, Like Son er en komedie fra 2011 med bl.a. Martin Lawrence og Brandon T. Jackson. Den er instrueret af John Whitesell.

## Plot
Martin Lawrence er tilbage som FBI agenten Malcolm Turner, og Turners meget hemmelige alter-ego "Big Momma". Men denne gang får Turner selskab af sin teenage-stedsøn Trent, da de går undercover på en pigeskole for udøvende kunst, efter at Trent har været vidne til mord. Optrædende som Big Momma og som den kraftige kvindestuderende Charmaine, må de finde morderen før han finder dem.

## Medvirkende
- Martin Lawrence
- Brandon T. Jackson
- Jessica Lucas
- Portia Doubleday